# Cleora cornaria
Cleora cornaria är en fjärilsart som beskrevs av Achille Guenée 1858. Cleora cornaria ingår i släktet Cleora och familjen mätare. Inga underarter finns listade i Catalogue of Life.